# Jordi Mir i Parache
Jordi Mir i Parache (Tremp, 3 de maig de 1935) és un lingüista, escriptor i activista cultural català.
El 1950 es traslladà a Barcelona amb la família. Ha exercit de professor de català i ha publicat nombrosos llibres de viatges i excursionisme. Antic membre de la Societat Catalana de Geografia, el 1966 va obtenir el Premi Eduard Brossa amb el treball El noms de lloc de Tremp i els seus agregats. Ha col·laborat en publicacions de l'Institut d'Estudis Catalans i del Centre d'Agermanament Occitano-Català, així com a les revistes Cavall Fort i Tretzevents. Des del 1984 forma part de la directiva d'Òmnium Cultural. Estudiós de la vida i l'obra de Pompeu Fabra, ha dirigit, amb Joan Solà i Cortassa, l'edició de l'obra completa de Pompeu Fabra. Fou un dels guionistes del programa de TV3 L'indret de la memòria, entre 1996 i 1997. Des de 2016 és membre corresponent de la Secció Filològica de l'Institut d'Estudis Catalans.

## Obres
- Els noms de lloc de Tremp i els seus agregats.
- Indrets de Catalunya / 1 (1978). ISBN 978-847202-315-4.

- Indrets de Catalunya / 2 (1981). ISBN 978-84-7202-354-3.
- Montserrat: itineraris des del santuari (1999).
- Setanta-cinc postals trempolines (1991).
- Diccionari d'esports de muntanya (1998) amb Carles Albesa Riba.
- Memòria de Pompeu Fabra: 50 testimonis contemporanis (1999).
- Apunts d'un ciutadà (1998).

## Premis i reconeixements
- 1966 - Premi Eduard Brossa de la Societat Catalana de Geografia, amb Els noms de lloc de Tremp i els seus agregats
- 1985 - Premi d'Actuació Cívica de la Fundació Lluís Carulla.
- 2018 - Premi Pompeu Fabra a la trajectòria professional, científica o cívica.[2]
- 2000 - Creu de Sant Jordi.[3]